# Guido Bontempi
Guido Bontempi, bijgenaamd "De Buffel", (Gussago, 12 januari 1960) is een voormalig Italiaans wielrenner. Bontempi werd in 1981 beroepswielrenner bij Inoxpran, later Carrera Jeans, onder de vleugels van Davide Boifava. Hij was een allrounder met een sterke sprint. Bontempi won tweemaal Gent-Wevelgem; 1984, 1986; en 26 etappes in Grote Rondes. 
In 1986 won hij zowel Gent-Wevelgem, Parijs-Brussel, drie etappes in de Ronde van Frankrijk als vijf etappes in de Ronde van Italië. Zijn bijnaam werd afgeleid van zijn gespierde dijen en buffelende tempo. 
Heden is hij ploegleider bij Astana.

## Belangrijkste overwinningen
1976
- Italiaans kampioen sprint (baan), nieuwelingen
- Italiaans kampioen achtervolging (baan), nieuwelingen

1978
- Italiaans kampioen km (baan), Junioren
- Italiaans kampioen achtervolging (baan), Junioren

1979
- Italiaans kampioen op de weg, militairen

1981
- Italiaans kampioen Keirin (baan), profs
- 1e etappe deel A Ronde van Italië
- 1e etappe Ronde van Spanje
- 3e etappe Ronde van Spanje

1982
- Ronde van Friuli
- 14e etappe Ronde van Italië

1983
- Italiaans kampioen puntenkoers (baan), profs
- Ronde van Piëmont
- 2e etappe Ronde van Italië
- 8e etappe Ronde van Italië
- 1e etappe Tirreno-Adriatico
- 1e etappe Ronde van het Baskenland
- 5e etappe Ronde van het Baskenland

1984
- Gent-Wevelgem
- 21e etappe Ronde van Italië
- Proloog Tirreno-Adriatico

1985
- 2e etappe Ronde van Trentino
- 5e etappe Ronde van Denemarken

1986
- 7e etappe Ronde van Italië
- 10e etappe Ronde van Italië
- 11e etappe Ronde van Italië
- 17e etappe Ronde van Italië
- 20e etappe Ronde van Italië
- Puntenklassement Ronde van Italië
- Gent-Wevelgem
- Parijs-Brussel
- 6e etappe Ronde van Frankrijk
- 22e etappe Ronde van Frankrijk
- 23e etappe Ronde van Frankrijk
- Ronde van Reggio Calabria

1987
- Coppa Bernocchi
- Ronde van Friuli
- 12e etappe Ronde van Italië

1988
- E3-Prijs Harelbeke
- Ronde van Friuli
- Coppa Bernocchi
- Proloog Ronde van Frankrijk
- 2e etappe Ronde van Italië
- 5e etappe Ronde van Italië
- Ronde van Denemarken

1990
- 19e etappe Ronde van Frankrijk

1991
- 10e etappe Ronde van Spanje
- 15e etappe Ronde van Spanje
- 2e etappe Ronde van Luxemburg

1992
- 5e etappe Ronde van Frankrijk
- 7e etappe Ronde van Italië
- 9e etappe Ronde van Italië

1993
- 6e etappe Ronde van Italië
- 1e etappe Ronde van Trentino

1995
- 3e etappe Ronde van Frankrijk (ploegentijdrit): met Jevgeni Berzin, Dario Bottaro, Bruno Cenghialta, Gabriele Colombo, Francesco Frattini, Ivan Gotti, Bjarne Riis en Alberto Volpi

## Resultaten in voornaamste wedstrijden
| Jaar | Ronde van Italië | Ronde van Frankrijk | Ronde van Spanje |
| ---- | ---------------- | ------------------- | ---------------- |
| 1981 | opgave (1)       |                     | opgave (2)       |
| 1982 | opgave (1)       | opgave              |                  |
| 1983 | opgave (2)       |                     |                  |
| 1984 | 93e (1)          |                     |                  |
| 1985 | 107e             | 112e                |                  |
| 1986 | 99e (5)          | 92e (3)             |                  |
| 1987 | 108e (1)         | 119e                |                  |
| 1988 | 91e (2)          | 106e (1)            |                  |
| 1989 |                  | opgave              |                  |
| 1990 | 118e             | 122e (1)            |                  |
| 1991 |                  | 96e                 | 47e (2)          |
| 1992 | 40e (2)          | 75e (1)             | 62e              |
| 1993 | 60e (1)          |                     |                  |
| 1994 | 69e              | 90e                 |                  |
| 1995 |                  | 89e                 |                  |

| Jaar | Milaan-San Remo | Gent-Wevelgem | Ronde van Vlaanderen | Parijs-Roubaix | Amstel Gold Race | E3 Harelbeke | Parijs-Brussel |  | WK op de weg |  | Wereldranglijsten |
| ---- | --------------- | ------------- | -------------------- | -------------- | ---------------- | ------------ | -------------- |  | ------------ |  | ----------------- |
| 1981 |                 |               |                      |                |                  |              |                |  |              |  |                   |
| 1982 |                 |               |                      |                |                  |              |                |  |              |  |                   |
| 1983 | ↑               |               |                      |                |                  |              | 29e            |  |              |  |                   |
| 1984 |                 | Goud          |                      |                |                  |              |                |  |              |  |                   |
| 1985 |                 | 15e           |                      |                |                  |              | 63e            |  |              |  |                   |
| 1986 | 15e             | Goud          | 33e                  | 31e            |                  |              | Goud           |  | 14e          |  |                   |
| 1987 | ↑               | 18e           | 38e                  | 18e            |                  |              |                |  | 26e          |  |                   |
| 1988 | 20e             |               |                      | 42e            | 46e              | ↑            | 11e            |  |              |  |                   |
| 1989 | 49e             | 22e           |                      |                |                  |              | 50e            |  |              |  | 51e (UWB)         |
| 1990 |                 | 57e           | 16e                  | 42e            |                  |              | 56e            |  |              |  |                   |
| 1991 |                 | 79e           | 13e                  | 14e            | 20e              |              |                |  |              |  |                   |
| 1992 | 60e             | 101e          | 18e                  |                | 8e               |              | 89e            |  |              |  |                   |
| 1993 | 29e             | 36e           | 58e                  |                |                  |              |                |  |              |  |                   |
| 1994 |                 | 34e           | 7e                   |                |                  |              |                |  |              |  |                   |
| 1995 |                 |               | 36e                  |                |                  | 10e          |                |  |              |  |                   |